# Nemesia affinis
Nemesia affinis är en flenörtsväxtart som beskrevs av George Bentham. Nemesia affinis ingår i släktet nemesior, och familjen flenörtsväxter. Inga underarter finns listade i Catalogue of Life.